# Interakcjonizm społeczny
Interakcjonizm społeczny – koncepcja antropologiczna, według której wszelkie działania społeczne poprzedzało pojawienie się świadomości u człowieka. Zakłada ona, że sfery ludzkiego umysłu i rzeczywistości społecznej są nierozdzielne, jest to jedna czynność (act). Twórcą tej teorii był amerykański filozof, socjolog i psycholog George Herbert Mead.